# Ludwig Plagge
Ludwig Plagge (* 13. Juni 1910 in Landesbergen; † 24. Januar 1948 in Krakau) war ein deutscher SS-Oberscharführer der SS-Totenkopfverbände in mehreren Konzentrationslagern und verurteilter Kriegsverbrecher.

## Leben
Plagge, von Beruf Landwirt, trat zum 1. Dezember 1931 der NSDAP (Mitgliedsnummer 770.278) und 1934 der SS bei (SS-Nummer 270.620). Plagge war verheiratet und hatte eine 1943 geborene Tochter.

Nach ersten Tätigkeiten im Konzentrationslager Esterwegen absolvierte er im KZ Sachsenhausen von November 1939 bis Ende Juni 1940 zunächst einen „qualifizierenden“ Lehrgang für die Tätigkeit bei der Totenkopf-SS. Im Juli 1940 wurde er als einer der ersten SS-Wachmänner in das neu errichtete Konzentrationslager Auschwitz (Stammlager) versetzt und fungierte dort zunächst als Blockführer und später auch als Kommandoführer. Zeitweise war er auch in der Politischen Abteilung des Lagers (Lagergestapo) tätig. Als Blockführer von Block 11 war er 1941 an der „Probevergasung“ durch Zyklon B beteiligt, bei der sowjetische Kriegsgefangene umgebracht wurden.
Ab 1942 war Plagge im Vernichtungslager Auschwitz-Birkenau eingesetzt, wo er 1943 unter anderem im „Zigeunerlager“ Rapportführer war – das heißt, er hatte u. a. einen genauen Überblick über alle Zu- und Abgangsmeldungen der KZ-Häftlinge. Nach Oktober 1943 wurde Plagge, inzwischen zum SS-Oberscharführer befördert, im KZ Majdanek eingesetzt, das zu dieser Zeit auch als Vernichtungs-/Todeslager genutzt wurde. Im Lauf des Jahres 1944 wurde er zum KZ Flossenbürg versetzt, wo er im KZ-Außenlager Colosseum in Regensburg fast bis zum Kriegsende als „Lagerführer“ tätig war.
Plagge wurde am 10. Mai 1945 festgenommen und Anfang März 1947 an die polnische Justiz ausgeliefert. Im Krakauer Auschwitzprozess vor dem Obersten Nationalen Tribunal Polens wurde Plagge am 22. Dezember 1947 zum Tode durch den Strang verurteilt. Er wurde am 24. Januar 1948 hingerichtet.